# Eppelein von Gailingen
Eppelein von Gailingen, latinisé sous le nom d'Apollonius von Gailingen (né vers 1315 à Illesheim, électorat palatin ; décédé le 15 mai 1381 à Neumarkt in der Oberpfalz) était un célèbre baron voleur allemands du Moyen Âge.

## Biographie
La date de naissance de Eppelein von Gailingen n'est pas confirmée, différentes sources la situe entre 1300 et 1330. À partir des années 1360, il a volé des véhicules marchands voyageant vers et depuis la riche ville marchande de Nuremberg. En 1369, il fut inculpé pour ses vols par le tribunal de Nuremberg qui lui déclara la mise au ban. Lorsque son château a été détruit en 1372, Eppelein von Gailingen s'est échappé pour la première fois, mais a été trahi peu de temps après et capturé à Forchheim. Il a été condamné à mort par pendaison à Nuremberg.

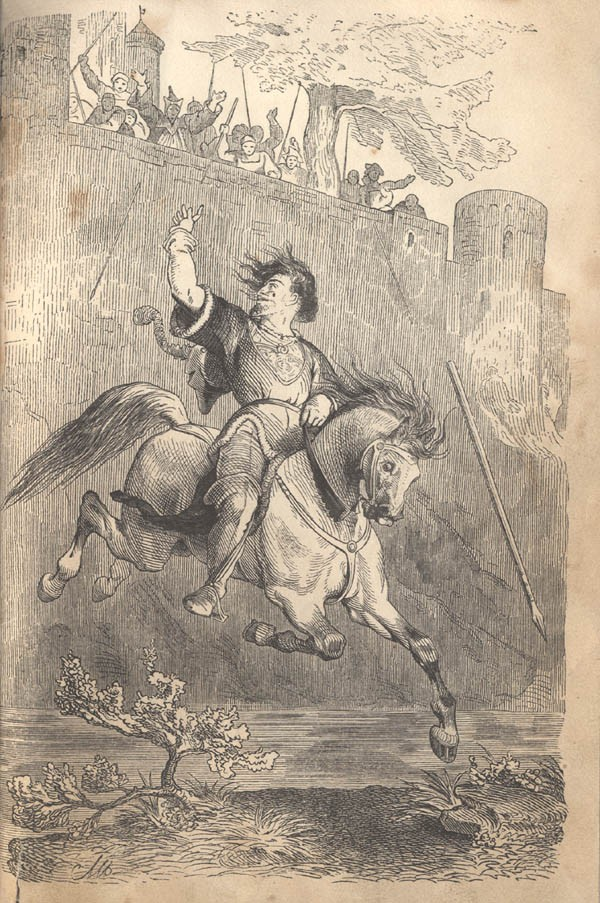
L'évasion d'Eppelein von Gailingen.

Comme le raconte la légende, lorsque le jour de la pendaison arriva, son dernier souhait était de s'asseoir sur son cheval pour la dernière fois. Comme l'exécution a eu lieu à l'intérieur du château de Nuremberg, le souhait a été exaucé. Eppelein von Gailingen en a profité pour s'échapper en galopant contre le mur et en forçant son cheval à sauter par-dessus les douves. Lors de sa fuite de Nuremberg, il a été accueilli par un paysan qui voulait assister à l'exécution du célèbre baron voleur et lui a demandé s'il serait à temps pour voir la pendaison. Eppelein von Gailingen aurait répondu : « Les Nurembergiens ne pendront personne - s'ils ne l'avaient pas fait auparavant » (« Die Nürnberger hängen keinen - sie hätten ihn denn zuvor! »).
En 1381, il a été arrêté avec ses hommes lors d'un festin à Postbauer-Heng et exécuté par le supplice de la roue.

## Conséquences
Le saut des murs du château de Nuremberg a été un incident passionnant à cette époque. Au XVIe siècle, les premières chansons folkloriques ont été enregistrées à son sujet et il est progressivement devenu un héros romantique (en) légendaire. Cela a été soutenu par le fait que 50 ans après le saut d'Eppelein von Gailingen, les murs ont été détruits et reconstruits beaucoup plus massifs qu'auparavant. Aujourd'hui, les marques sont affichées sur le mur du château comme vestiges du saut.